# Ensis siliqua
La cappalunga o cannolicchio (Ensis siliqua, da non confondere con Ensis minor), è un mollusco marino bivalve della famiglia dei Pharidae, appartenente all'ordine dei veneroidi. Le valve della sua conchiglia sono dritte e allungate, e gli conferiscono una forma tubolare. Di norma è lungo dagli 8 ai 10 centimetri, ma alcuni esemplari possono raggiungere la lunghezza di 15~17 centimetri.

## Descrizione distribuzione habitat e riproduzione
È simile al Solen marginatus, altro mollusco della stessa famiglia popolarmente noto con il nome di cannolicchio o cappalunga, dal quale si distingue per la fascia triangolare che lo copre verticalmente.
Molto diffuso lungo le coste dell'Adriatico e del Tirreno, dove vive infossato verticalmente nei fondali sabbiosi e fangosi, dispone ad una estremità di sifoni tentacolari con i quali si muove in senso verticale, ed all'estremità opposta è dotato di sifoni telescopici per mezzo dei quali si nutre filtrando l'acqua marina e trattenendo particelle di fitoplancton e sostanze presenti in sospensione.
La riproduzione avviene nei mesi primaverili con fecondazione esterna (il maschio emette gli spermi, la femmina le uova). Le larve per circa dieci giorni appartengono al plancton, quindi raggiungono il fondale dove si insediano.